# Ема Клайн
Ема Клайн (на английски: Emma Cline) е американска писателка на произведения в жанра трилър.

## Биография и творчество
Ема Клайн е родена през 1989 г. в Сонома, Калифорния, САЩ. Баща ѝ е основателят на винарната „Cline Cellars“. Има брат и пет сестри. Като тийнейджър участва в малки роли в два филма. Завършва през 2010 г. колежа „Мидълбъри“ с бакалавърска степен по изкуства, а през 2013 г. Колумбийския университет в Манхътън с магистърска степен по изкуства.
Първият ѝ разказ „Perseids“ е публикуван през 2012 г. в „Тин Хаус“. Разказът ѝ „Marion“ е публикуван през 2013 г. в „Париж ревю“. През следващата година за този разказ получава наградата „Плимптън“ в размер на 10 000 долара. Публикува разкази и в списанията „Ню Йоркър“, „Гранта“ и др. Работи в областта на художествената литература към „Ню Йоркър“ и списание „О“.
Първият ѝ роман „Момичетата“ е публикуван през 2016 г. Четиринайсетгодишната Иви остава при майка си след развода на родителите си. Тя е привлечена от невъзмутимата и силна Сюзън, която е част от комуната на харизматичния Ръсел, и иска да се присъеди към групата. Животът ѝ започва да се променя по особено опасен начин. Прототип на Ръсел е серийният убиец Чарлс Менсън, който основава хипи комуна през 1967 г., а неговите момичета извършват едни от най-кървавите престъпления в американската история. Романът веднага става бестселър и е преведен на над 30 езика по света.
През 2017 г. тя е обявена от „Гранта“ за един най-добрите млади американски романисти.
Ема Клайн живее в Бруклин.

## Произведения

### Самостоятелни романи
- The Girls (2016)
Момичетата, изд.: ИК „Хермес“, София (2016), прев. Иван Костурков

### Разкази
- Perseids (2012)
- Marion (2013)
- Arcadia (2016)
- Northeast Regional (2017)

### Филмография
- 2001 When Billie Beat Bobby – ТВ филм
- 2003 Flashcards – късометражен